# Nasoonaria sinensis
Nasoonaria sinensis är en spindelart som beskrevs av Jörg Wunderlich och Song 1995. Nasoonaria sinensis ingår i släktet Nasoonaria och familjen täckvävarspindlar. Inga underarter finns listade i Catalogue of Life.